# 日本体操協会
公益財団法人日本体操協会（にほんたいそうきょうかい）は、日本における競技の体操を統括する国内競技連盟、公益法人。かつては文部科学省所管団体。国際体操連盟に加盟している。日本オリンピック委員会、日本スポーツ協会加盟団体。

## 沿革
- 1930年4月13日 - 体操競技などの国内競技連盟として全日本体操連盟創立
- 1931年 - 国際体操連盟に加盟
- 1937年 - 重量挙げ競技が独立し日本重量挙連盟（のちの日本ウエイトリフティング協会）発足[3]
- 1939年10月 - 日本体操競技連盟設立
- 1942年1月 - 全日本体操連盟と日本体操競技連盟は統合し財団法人大日本体育会体操部になる
- 1946年3月 - 日本体操協会設立
- 1964年 - アジア体操競技連盟設立
- 1970年5月30日 - 財団法人化により現在の名前になる
- 2012年4月 - 日本トランポリン協会を編入[4]
- 2013年4月1日 - 公益財団法人へ移行[5]
- 2018年4月 - パルクール委員会を発足[6]

## 歴代会長
- 初代（1929年～1961年）平沼亮三
- 第2代（1961年～1963年）三橋喜久雄
- 第3代（1963年～1973年） 栗本義彦
- 第4代（1974年～1981年）前田義徳
- 第5代（1975年～1991年）近藤天
- 第6代（1996年～1999年）横山修二
- 第7代（1999年～2001年）徳田虎雄
- 第8代（2001年～2021年）二木英徳（任期満了後は名誉会長に就任、2022年8月10日死去）
- 第9代（2021年～）藤田直志[7]

## 主な主催大会
日本体操協会主催およびその傘下団体の大会では一般観覧者による撮影は禁止。
- 全日本体操競技選手権大会
- 全日本新体操選手権大会
- 全日本トランポリン競技選手権大会

## 加盟団体
- 日本エアロビック連盟
- 日本スポーツアクロ体操協会
- 日本新体操連盟
- 全日本ジュニア体操クラブ連盟
- 全日本学生体操連盟
- 全日本シニア体操クラブ連盟

## パワハラ疑惑への対応
宮川紗江選手が2018年8月28日に行った記者会見の中で日本体操協会の塚原千恵子女子強化本部長・塚原光男副会長の両役員よりパワーハラスメントを受けたと発言した件に関して、同30日に第三者委員会に調査をゆだねる方針を記者会見で発表した。